# Neobus
San Marino Neobus és una empresa brasilera fabricant de carrosseries d'autobusos establerta a Caxias do Sul, a l'Estat de Rio Grande do Sul (Brasil).
Va ser fundada el 1996 a Guarulhos (Regió Metropolitana de São Paulo, Brasil), seguint a Thamco. El 1999 va ser incorporada a l'empresa San Marino Implentos, que produïa components per a la indústria automotriu, i es van canviar el seu nom a San Marino Neobus, i es va establir a Caxias do Sul.
El 2012 es va construir una nova fàbrica a la ciutat de Três Rios (Estat de Rio de Janeiro, Brasil) amb capacitat per produir trenta autobusos al dia. La inversió total va ser de 90.000.000 R$ i va generar uns mil dos cents llocs de treball. Al 2011, Neobus va guanyar 500.000.000 R$.
El competidor, la societat Marcopolo ha signat una carta d'intenció amb L&M Incorporadora, que controla Neobus, que preveu l'adquisició de les accions restants per tal d'obtenir el control total de Neobus, en elevar la seva participació des de l'actual 45% de la totalitat del capital mitjançant la incorporació del 55% de L&M.

## Models produïts actualment[calcitació]
Autobús urbà
- Mega Plus (2013 - present)
- Mega BRS (2011 - present)
- Mega BRT II (2016 - present)

Midibús
- Spectrum City (2007 - present)

Autobús interurbà
- Spectrum Intercity (2006 - present)

Microbús
- Thunder + II (2016 - present)
- Thunder Plus (2006 - present)
- Thunder Way (2006 - present)

Autocar
- New Road 340 N10 (2014 - present)
- New Road 360 N10 (2013 - present)
- New Road 380 N10 (2013 - present)

## Galeria d'imatges

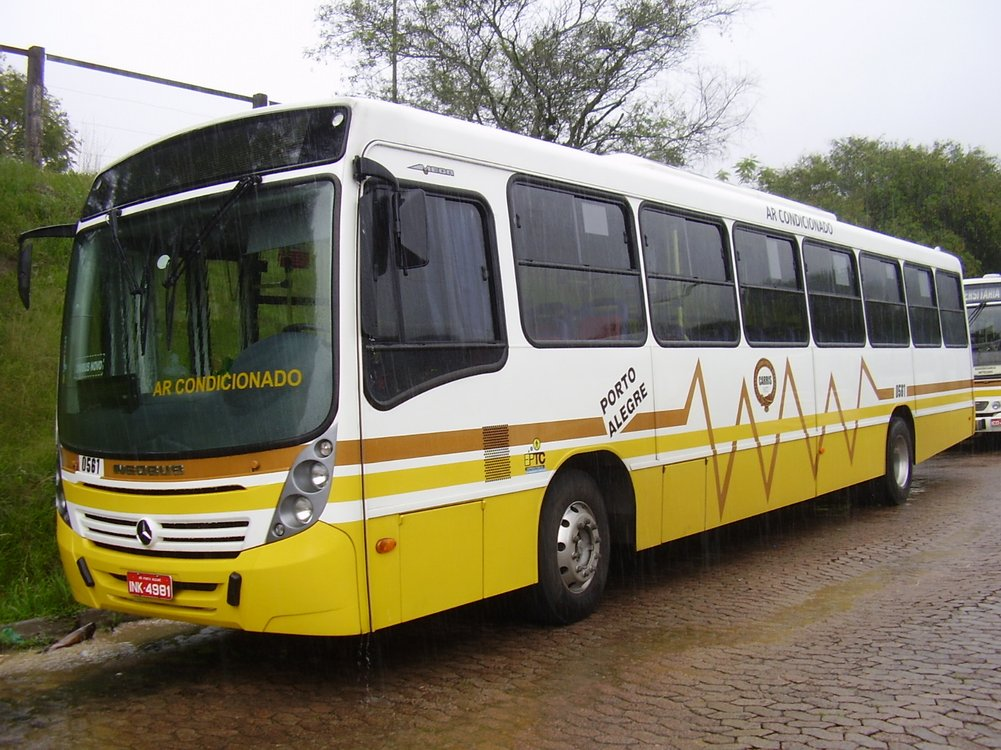
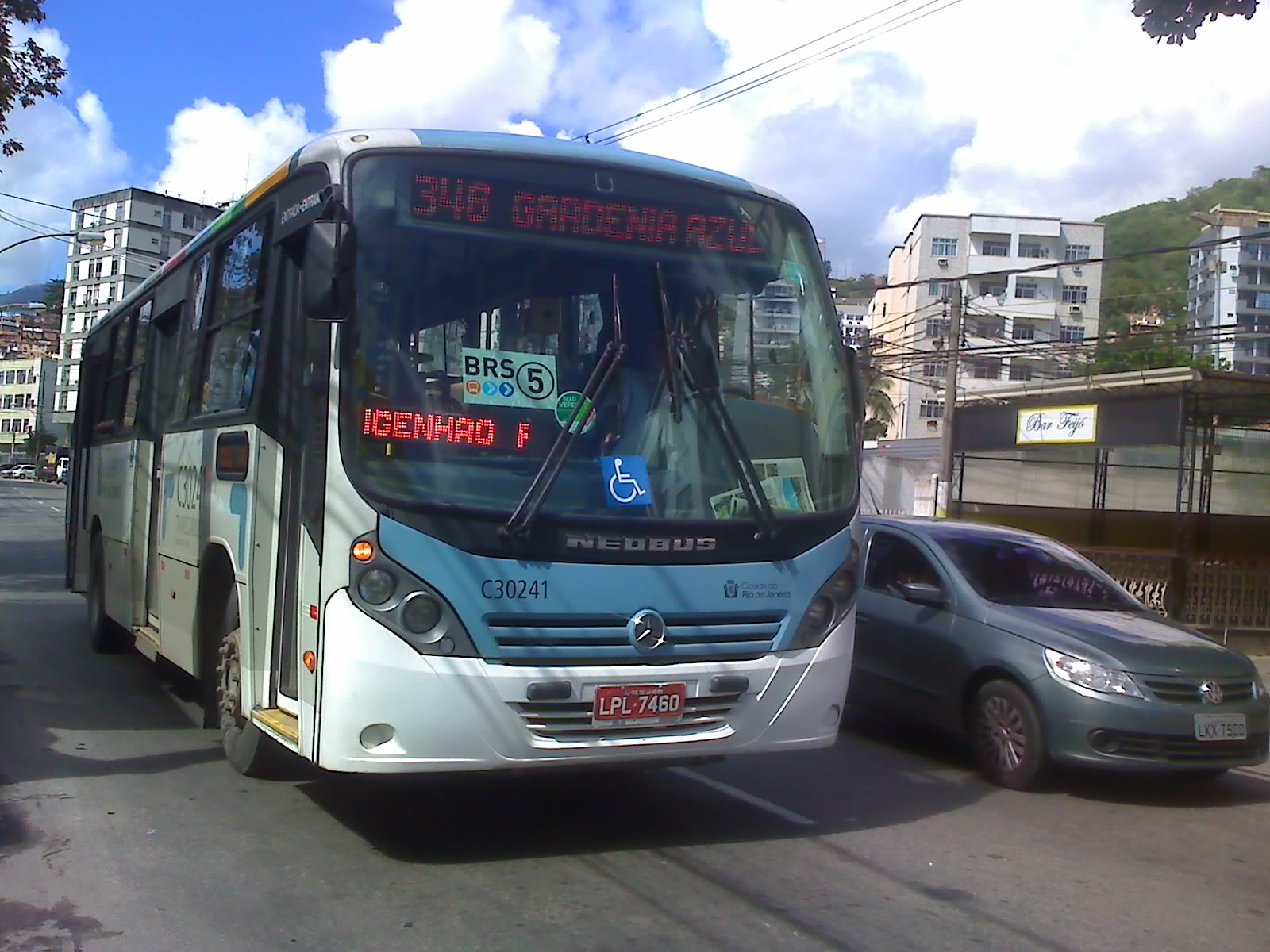
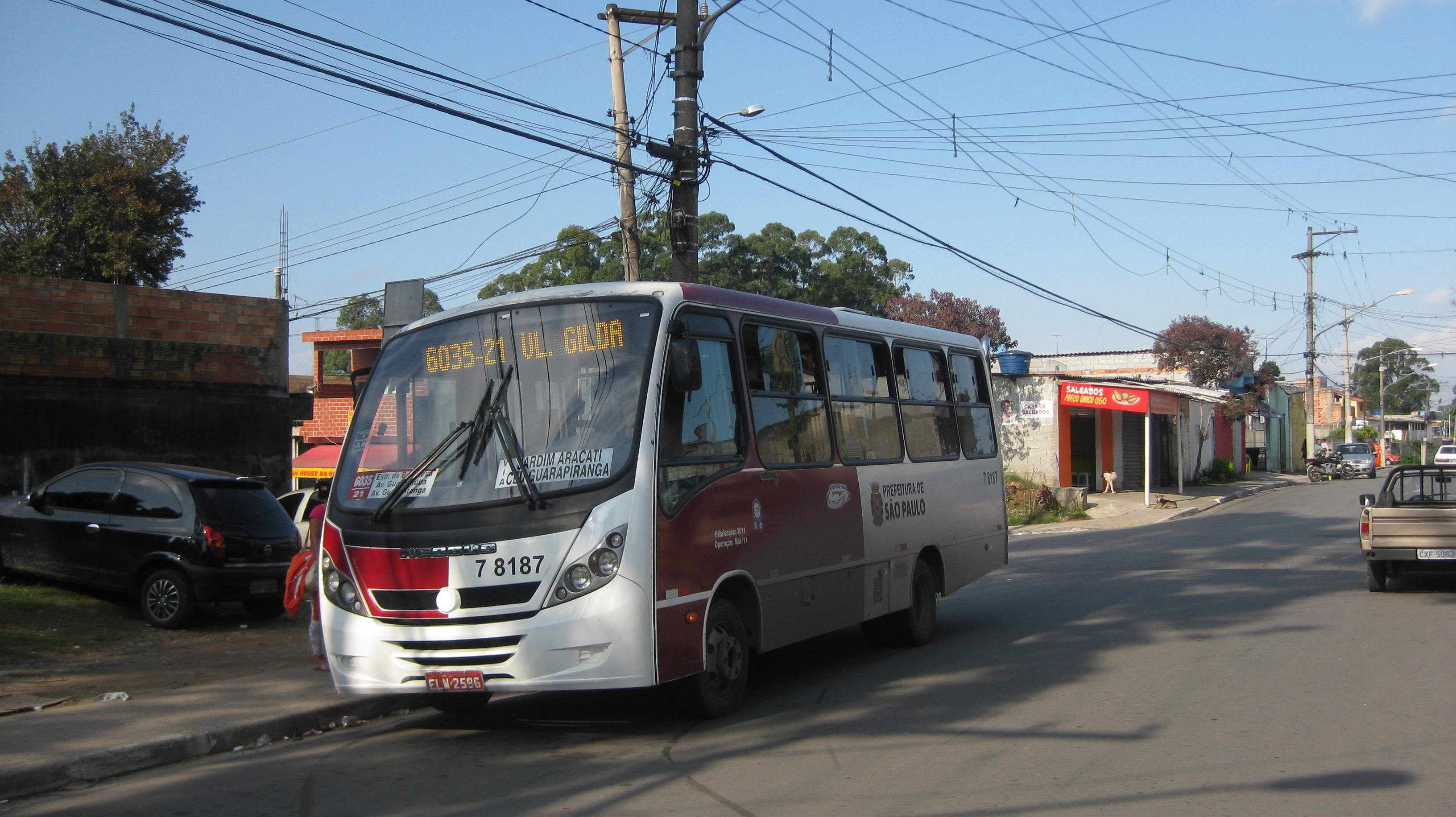
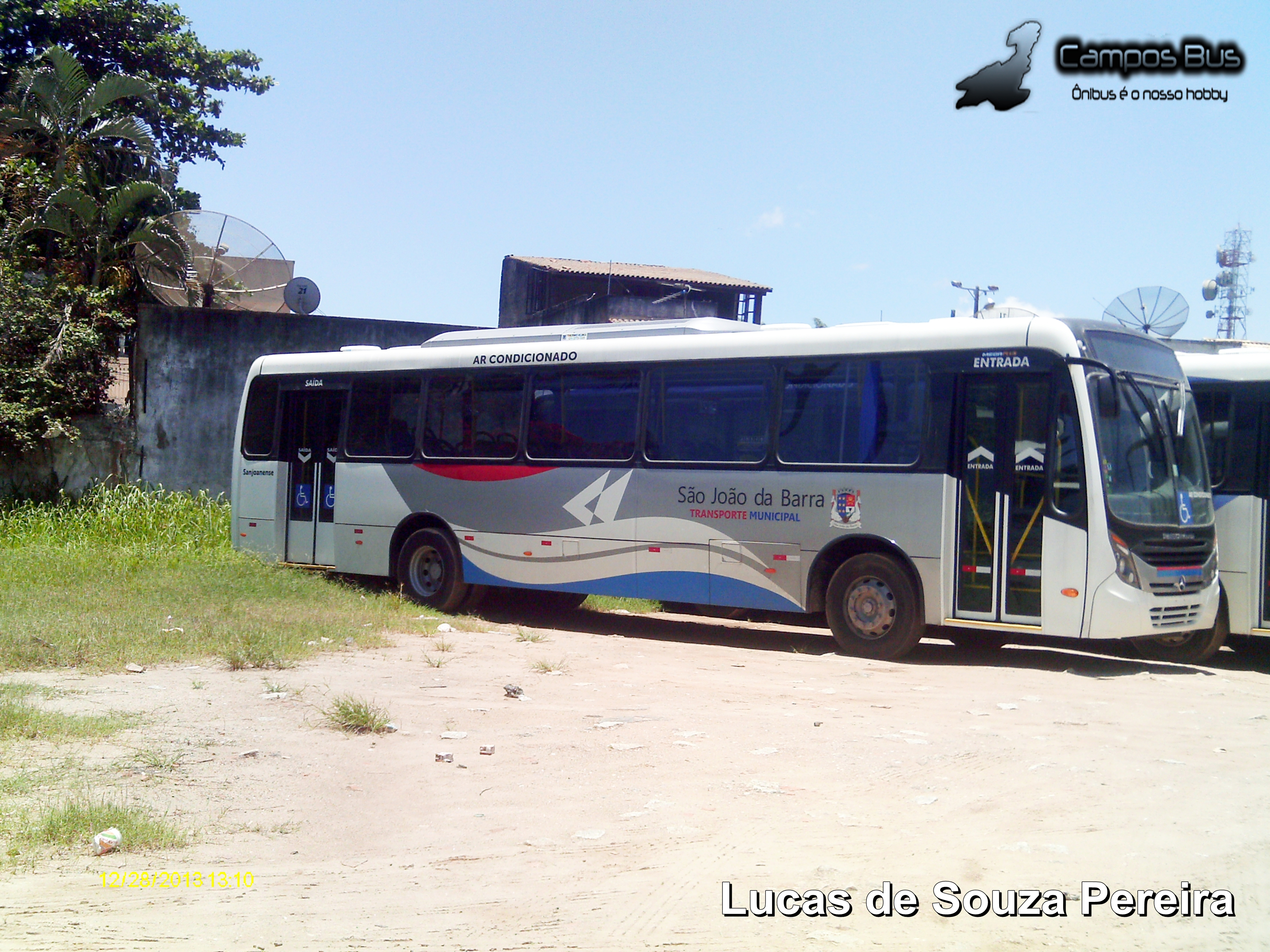
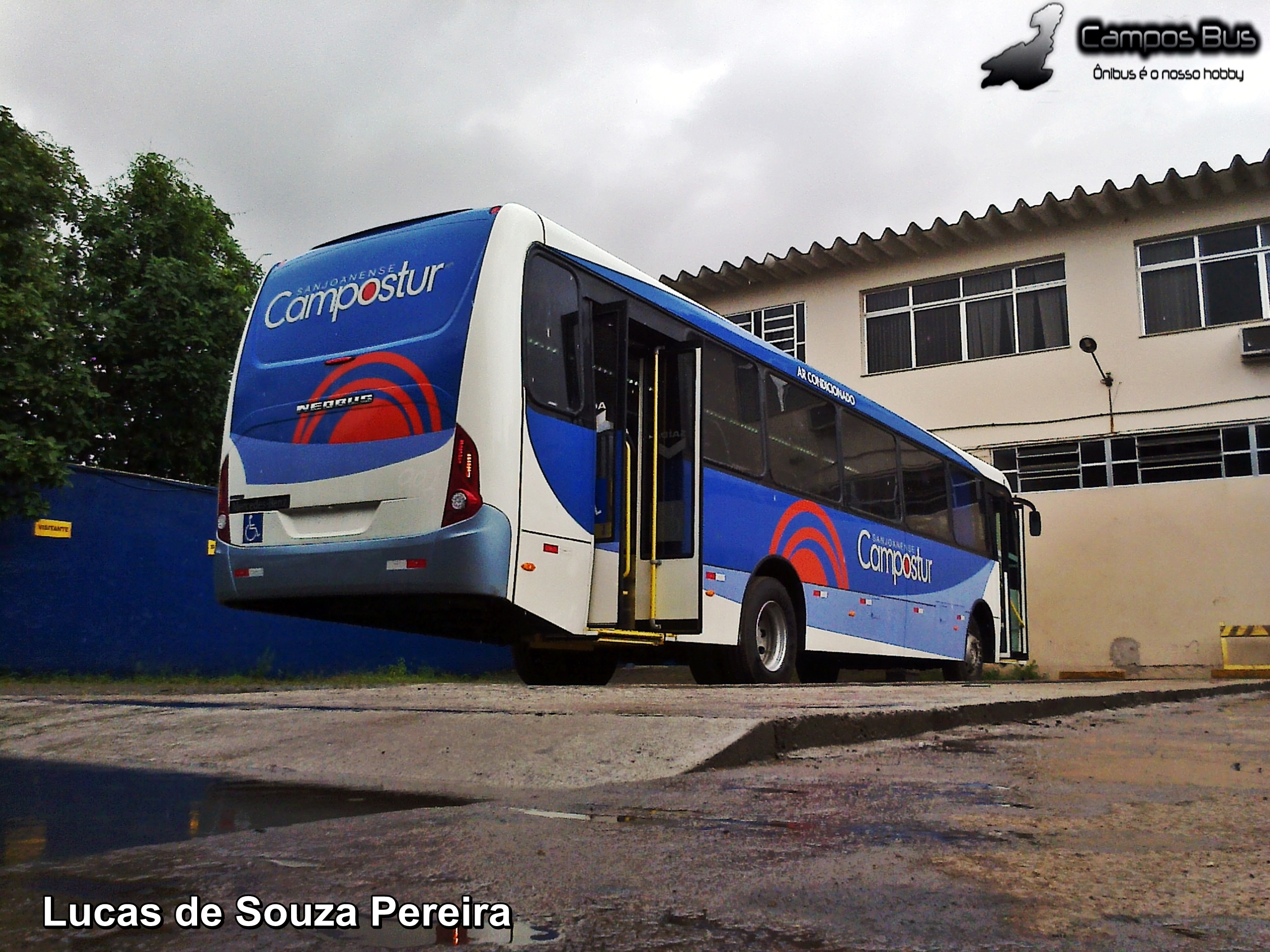
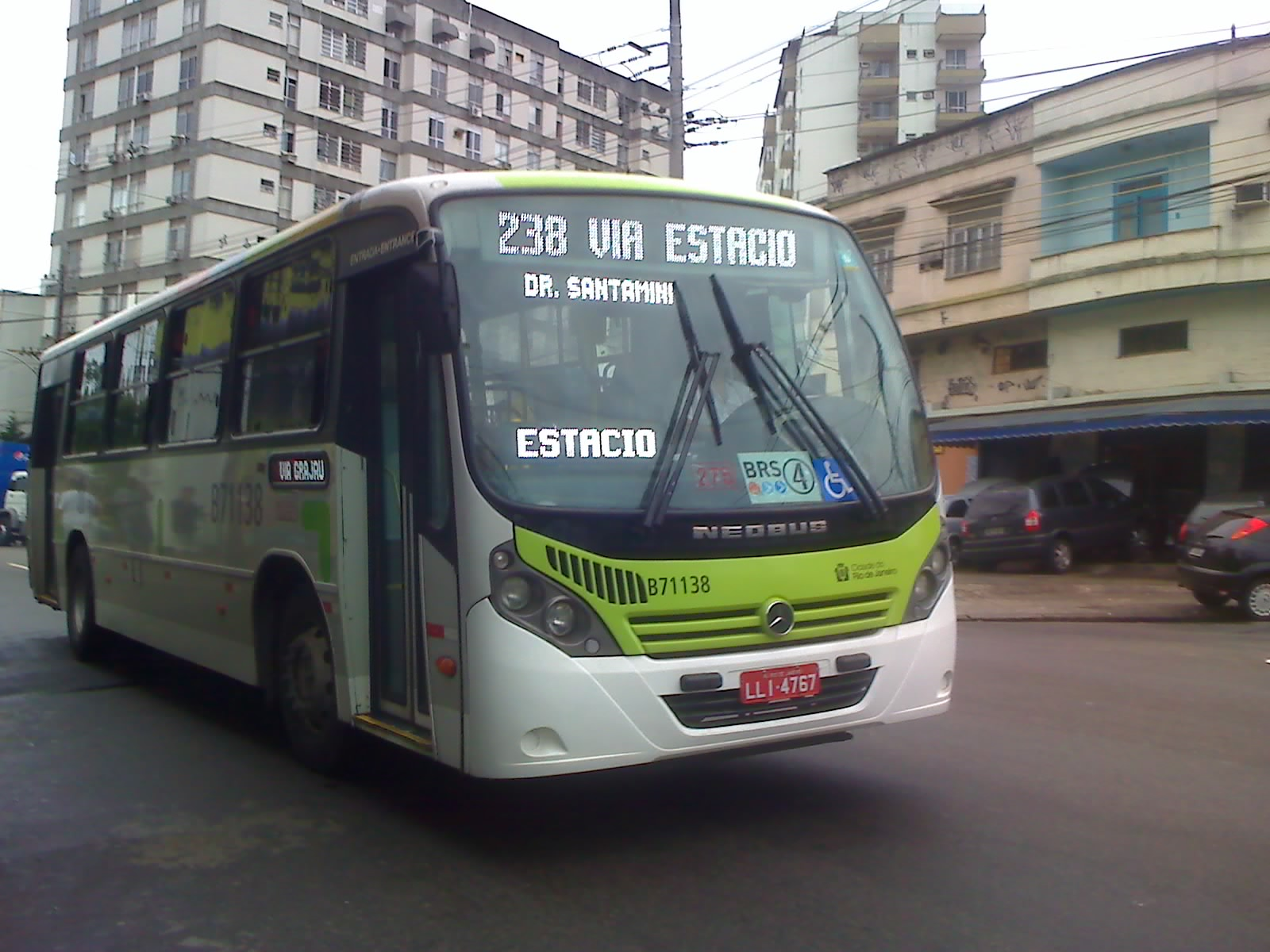

## Models desapareguts[calcitació]
Autobús urbà
- Mega 1996 (1996-1999)
- Mega Evolution (1999-2000)
- Mega 2000 (2000-2002)
- Mega 2004 (2002-2006)
- Mega 2006 (2006-2013)
- Mega BRT (2010 - 2015)

Autobús interurbà
- Spectrum (2002-2006)

Microbús
- Thunder (2002-2006)
- Thunder + (2006 - 2015)
- Thunder Boy (2002-2005)
- CityClass (2003-2012)

Autocar
- Spectrum Road 330 (2006 - 2014)
- Spectrum Road 350 (2008 - 2013)
- Spectrum Road 370 (2008 - 2013)